# 1. Fliegerschul-Division
Die 1. Fliegerschul-Division war ein Großverband der Luftwaffe der Wehrmacht im Zweiten Weltkrieg.

## Geschichte
Die 1. Fliegerschul-Division wurde am 1. November 1943 in Göppingen aus der umbenannten 2. Fliegerausbildungs-Division, welche erst seit dem 15. Oktober 1943 bestand, gebildet. Sie war erst dem Oberbefehlshaber der Luftwaffe und ab Juli 1944 der Luftflotte 10 unterstellt. Ihr unterstanden diverse Flugzeugführerschulen, in denen Luftwaffenangehörige ihre fliegerische Ausbildung absolvierten. Am 8. Mai 1945, nach der bedingungslosen Kapitulation der Wehrmacht, wurde sie aufgelöst.

## Divisionskommandeur
| Dienstgrad          | Name              | Datum                            |
| ------------------- | ----------------- | -------------------------------- |
| Oberst/Generalmajor | Hans-Joachim Rath | 1. November 1943 bis 8. Mai 1945 |

## Unterstellung
| Unterstellung                  | von              | bis         |
| ------------------------------ | ---------------- | ----------- |
| Oberbefehlshaber der Luftwaffe | 1. November 1943 | Juli 1944   |
| Luftflotte 10                  | Juli 1944        | 8. Mai 1945 |

## Unterstellte Verbände
| 8. Februar 1945 | |
| --------------- | --- |
| 8. Februar 1945 | Flugzeugführerschule A2 Würzburg; Flugzeugführerschule A5 Gablingen; Flugzeugführerschule A7 Schweinfurt; Flugzeugführerschule A10 Warnemünde; Flugzeugführerschule A14 Klagenfurt; Flugzeugführerschule A23 Kaufbeuren; Flugzeugführerschule A43 Crailsheim; Flugzeugführerschule A52 Braunschweig-Wagum, Celle and Goslar; Flugzeugführerschule A61 Werder; Flugzeugführerschule A72 Schwerin; Flugzeugführerschule A114 Weimar-Nohra; Flugzeugführerschule A115 Münsteuer/Ems; Flugzeugführerschule A116 Göppingen; Flugzeugführerschule A118 Stettin; Flugzeugführerschule A125 Magdeburg-Süd; Flugzeugführerschule B2 Neuruppin; Flugzeugführerschule B4 Barth; Flugzeugführerschule B14 Prag-Gbell; Flugzeugführerschule B16 Burg; Flugzeugführerschule B31 Brandis; Flugzeugführerschule B32 Prag-Rusin |